# Франсиско Писаро
Франсиско Писаро (на испански: Francisco Pizarro y González) е испански авантюрист, конкистадор, завладял империята на инките и основал град Лима.

## Ранни години (1475 – 1508)
Роден е в Трухильо, Испания, като извънбрачен син на дребен благородник. Точната рождена дата е неизвестна: като варианти се посочват 1471, 1475, 1476 и 1478 г., за рождена дата се приема 16 март. Няма много сведения за ранните му години, но се знае със сигурност, че в родния си град се препитавал до около 30-годишна възраст като свинар.

## Походи в Колумбия и Панама (1508 – 1513)
През 1502 Писаро заминава за Южна Америка и пристига в испанската колония Испаньола (днешен остров Хаити). През 1508 – 1510 участва като наемник в експедицията на Алонсо де Охеда по северното крайбрежие на Колумбия. След отпътуването на Охеда Писаро става началник на испанския гарнизон намиращ се в новопостроеното от Охеда испанско селище Сан Себастиян на източния бряг на залива Ураба. Под негово ръководство се намират само 60 души, измъчени от глад и болести. Половин година Писаро очаква помощ от Охеда, но такава не пристига и с оставените му на разположение два кораба напуска Сан Себастиян. Единия кораб веднага потъва с целия екипаж, а другия с 25 – 30 души на борда продължава своя път на север. Около устието на река Магдалена се среща с корабите изпратени от Охеда с припаси и провизии, и ръководителят им Мартин Ернандес Енсисо му заповядва да се върне обратно. Близо до брега корабът с провизиите претърпява корабокрушение и колонистите отново са под угрозата на глада. Тогава по предложение на току-що пристигналия Васко Нунес де Балбоа всички испанци напускат Сан Себастиян и се прехвърлят във владенията на Диего Никуес – губернатор на Панама.
След това Франсиско Писаро участва непрекъснато в походите на Балбоа, в т.ч. и в знаменития му поход към бреговете на Тихия океан през 1513. Вероятно тогава Писаро чува за пръв път слуховете за богатата на злато страна Перу и си поставя за цел нейното завоюване.

## Завоюване на Перу (1524 – 1533)

### Първи плавания към Перу (1524 – 1528)
Липсата на средства принуждават Писаро да се обедини с други тамошни конкистадори в лицето на Диего де Алмагро и свещеника Ернан де Лука. С двамата свои съдружници той организира три частни завоевателни експедиции – през 1524, 1526 и 1527, по време на които открива западното крайбрежие на Южна Америка между 4º с.ш. и 8º ю.ш. и залива Гуаякил (3°00′ ю. ш. 80°40′ з. д. / 3° ю. ш. 80.666667° з. д.). Там Писаро вече получава достоверни сведения за страната на златото Перу. Испанците залавят две лами, сдобиват се с изящни вълнени платове, златни и сребърни съдове и хващат в плен няколко млади перуанци и със завоюваните трофеи се завръщат в Панама. Писаро разбира, че трудно ще завоюва добре организираната държава на инките с малкото сили, с които разполага и през 1528 г. се прибира в Испания, за да търси съдействие.

### Завоевателен поход в Перу (1530 – 1533)
Следващата година император Карл V му издава патент за завладяването на Перу за Испания, осигурява му необходимите средства за експедицията и го назначава за негов заместник и генерален капитан на бъдещите испански земи. Писаро се връща в Панама, където набира хора. Когато на 27 декември 1530 потегля от Панама с три кораба Писаро е вече петдесет и шест годишен. Набраната от него армия наброява 180 испанци и 37 коня, докато населението на империята, която е тръгнал да покорява, надхвърля шест милиона. Около екватора испанците слизат на брега и започват пеши поход на юг. В началото на 1532 достигат до залива Гуаякил и войниците завземат остров Пуна в залива. Местните индианци оказват силна съпротива и след половин година Писаро е принуден да напусне острова и с оределия си отряд слиза на южния бряг на залива, на мястото на днешния град Пуерто Писаро, недалеч от град Тумбес. Там той престоява три месеца, по време на които събира точни сведения за вътрешното положение в държавата на инките. Моментът се оказва особено благоприятен за испанците. Сред инките се води спор за короната между Атауалпа и Уаскар – синове на починалия Сапа Инка Хуайна Капак. През септември 1532 Атауалпа с отряд от 5 хил. индианци се намира в град Кахамарка, лежащ на 7° 10' ю.ш., на един от горните притоци на река Мараньон.
След като получава необходимите подкрепления от Панама, на 24 септември 1532 с голяма част от своите хора се отправя на юг по приморската низина, пресича крайбрежните вериги на Андите, открива Перуанските и Екваториалните Анди и горното течение на река Мараньон. Техният поход се облекчава от това, че инките поддържат много добре пътищата си и имат мостове през планинските реки. Отрядът на Писаро се състои от 62 кавалеристи и 106 пехотинци, от които само 23 имат огнестрелно оръжие. На 15 ноември испанския отряд влиза в Кахамарка и се разполага на почивка, като петхилядният отряд на Атауалпа се намира на две мили от града. Братът на Франсиско Писаро Ернандо Писаро, съпровождан от преводач, се отправя към лагера на Атауалпа, и той, виждайки че пришълците му се доверяват, дава съгласието си за среща с тях. По време на срещата на Писаро с Атауалпа през ноември 1532, вождът на инките е пленен с измама и независимо от богатия откуп, предложен за него, на 26 юли 1533 е убит. След убийството на Атауалпа на престола на Перу Франсиско Писаро издига Манко Капак, син на Уаскар и на 11 август се отправя с него на югоизток към столицата на инките Куско.
Междувременно на 5 януари 1533 Ернандо Писаро с 20 конника и няколко пехотинци, по заповед на брат си, се отправя на юг към тихоокеанското крайбрежие за търсене на съкровищата на Атауалпа. Отрядът се изкачва по река Санта до изворите ѝ покрай западните склонове на Кордилера Бланка и достига брега на океана на 10° 30' ю.ш. От там испанците откриват около 200 км от брега на юг до 12° 30' ю.ш., като не откриват съкровища, но намират удобно място за построяване на испанско селище (днес град Лима, столицата на Перу). След това Ернандо пресича Андите близо до 11° ю.ш. и по долината на река Мантаро (приток на една от съставящите на Укаяли) достига до град Хауха (11° 47' ю.ш.), а след това на 25 април 1533 се завръща в Кахамарка.
Отрядът на Франсиско Писаро повтаря маршрута на Ернандо Писаро, но в обратно направление, до град Хауха, който испанците завземат със сила и прекарват там две седмици (12 – 27 октомври 1533). По пътя към Куско войниците на Писаро излизат победители в четири сражения и откриват река Апуримак, лява съставяща на Укаяли, течаща в дълбоко и тясно дефиле. В началото на ноември 1533 г., войската на Писаро е подсилена с нови 150 души от отряда на Диего де Алмагро, с помощта на които на 15 ноември 1533 г. испанският конкистадор Франсиско Писаро превзема столицата на инките Куско, а до края на година в ръцете на испанците е цялата империя.

## Управление на Перу и смърт (1534 – 1541)
На 18 януари 1535 г. Писаро основава град Лима, днешната столица на Перу, а неговите лейтенанти изследват крайбрежието на 450 км на север от Лима. Там през юли 1535 г. Писаро основава град Трухильо (8°07′ ю. ш. 79°02′ з. д. / 8.116667° ю. ш. 79.033333° з. д.). През 1536 – 1537 г. избухва голямо въстание на инките, възглавявано от Манко Капак.
Когато Диего де Алмагро се завръща през април 1537 г. от похода си в Чили, въстанието вече е обхванало голяма част от страната и испанците търпят поражения. Половин година индианците обсаждат Куско, който се защитава от малка група испанци начело с тримата братя на Франсиско Писаро – Ернандо, Гонсало и Хуан, като третият е убит по време на обсадата. В голямо сражение Алмагро разбива въстаниците, на 18 април освобождава Куско, но задържа под стража двамата братя на Писаро. Гонсало успява да избяга, а Ернандо е освободен, след като Франсиско се покайва.
През 1538 г. възниква нов конфликт по повод разпределението на властта между Писаро и Алмагро, който иска да основе отделно генералгубернаторство на юг. Алмагро се опитва да завладее Куско, но Писаро заедно с двамата си оцелели братя го разбива в последвалата битка при Лас Салинас. Алмагро е пленен и екзекутиран. Оцелелите приятели на Алмагро три години кроят планове за отмъщение и съставят заговор. На 26 юни 1541 нахлуват в дома на Писаро в Лима и го убиват, заедно с няколко от най-верните му поддръжници.